# Manuel Maristany i Sabater
Manuel Maristany i Sabater   (Barcelona, 4 de març de 1930 - 4 de juny de 2016), conegut com a Manolo Maristany, fou un escriptor català en castellà i en català que començà la seva carrera literària com a assagista, especialitzat en temàtica ferroviària i de viatges. Com a novel·lista, "La infermera de Brunete" (publicada en català i en castellà) és la seva obra principal, fruit de dècades de lectures i documentació. Periòdicament l'anà revisant i en tornà a redactar el text diverses vegades.
Llicenciat en Dret i fotògraf, practicant del muntanyisme i l'esquí (de jove guanyà el Campionat de Catalunya d'eslàlom), Maristany fou un dels cinc aventurers catalans que el 1962 participaren en l'Operació Impala, recorrent 20.000 km per Àfrica en 100 dies a bord de tres motocicletes Montesa de 175 cc. Tot i no tenir experiència prèvia en el món del motor, fou seleccionat com a fotògraf i cronista de l'aventura, i durant els preparatius es responsabilitzà de la tramitació dels visats. Com a resultat del viatge publicà "Operación Impala: 20.000 km en motocicleta a través de África" (1962), obra de referència pel que fa a l'esmentada aventura africana.

## Novel·les
- Rikki-Tikki (1967)
- Gurka: el águila que se escapó del zoo (1968)
- La infermera de Brunete (2006)
- El desafío (2009)[6]

## Assaig
- Ha nevado en La Molina (1960)
- Operación Impala: 20.000 km en motocicleta a través de África (1962, reelaborada el 2004)
- La Vall d'Aran (1986)
- Els ponts de pedra de Catalunya (1998)

### Temàtica ferroviària
L'interès pels trens li venia de família: el seu avi, Eduard Maristany i Gibert, era net per via materna de Manuel Gibert i Sans, president durant dues dècades de companyia ferroviàries (primer, de la Companyia dels Camins de Ferro de Barcelona a Mataró i més tard de les diferents empreses que la succeïren fins a desembocar a la Companyia de Barcelona a França per Figueres).
| - Adiós, viejas locomotoras (1973) - Carrilets de España y Portugal (1974) - Los pequeños trenes españoles (1978) - Máquinas, maquinistas y fogoneros (1985) - Els carrilets de Catalunya (1987) - Viajes y reportajes (1988) - Los últimos gigantes (1989) | - Un siglo de ferrocarril en Catalunya (1992) - Los ferrocarriles vascongados y sus ilustres ramales (1995) - Prodigioso tren de Sóller (1997) - Viajeros al tren : 150 años de fotografía y ferrocarril en España (1998, coautor) - Mis pequeños trenes (2000) - La epopeya de los directos (2004) |